# Ашок Кумар
Ашок Кумар (ім'я при народженні: Кумудлал Гангулі) (13 жовтня 1911 — 10 грудня 2001) — індійський актор, який досяг знакового статусу в індійському кіно. Відомий під своїм сценічним ім'ям «Ашок Кумар» та «Дадамоні», він був актор-піонер, який увів природну акторську гру в гіндомовному кіно. Його вважають першою суперзіркою у кіно мовою гінді, а також першим актором головної ролі, який зіграв антигероя. Він також став першою зіркою, яка переосмислила себе, насолоджуючись довгою та надзвичайно успішною кар'єрою характерного актора. Кумудлал був також членом кінематографічної родини Гангулі.
У 1988 році уряд Індії нагородив його премією Дадасахеба Пхалке, найвищою національною нагородою для митців кіно. Він також отримав нагороду Падма Бхушан у 1999 році за внесок в індійське кіно.

## Історія та особисте життя
Ашок Кумар народився під ім'ям Кумудлал Гангулі в родині бенгальських індуїстів-брахманів у Бхагалпурі, президентство Бенгалії, Британська Індія (нині Біхар, Індія). Його батько, Кунджлал Гангулі, був юрист, а мати, Гурі Деві, була домогосподарка. Кумудлал був найстарший із чотирьох дітей. Його єдина сестра, Саті Деві, на кілька років молодша за нього, вийшла заміж у дуже молодому віці за Сашадхара Мукерджі і стала матріархинею великої «кіносім'ї». Наступний був його брат, Кальян, на 16 років молодший (нар. 1927), який пізніше взяв псевдонім Ануп Кумар. Наймолодший з усіх був Абхас (нар. 1929), чий псевдонім Кішор Кумар, який став феноменально успішним виконавцем фільмів мовою гінді. Хоча Кумудлал був старший на кілька років, він пережив усіх своїх братів і сестер. Насправді він перестав святкувати свій день народження після того, як того дня в 1987 році помер його молодший брат Кішор.
Будучи ще підлітком і задовго до того, як він навіть міркував про кар'єру в кіно, молодий Кумудлал одружився з Шобхі, дівчиною з його власної бенгальської брахманської громади та схожого сімейного походження, у шлюбі, організованому їхніми батьками у звичайний для індійців спосіб. Їхній шлюб протягом усього життя був гармонійний і звичайний, і, всупереч його кінокар'єрі, пара зберегла світогляд і систему цінностей середнього класу, виховуючи своїх дітей у традиційних цінностях у надзвичайно простому будинку. Вони були батьками одного сина, Арупа Гангулі, і трьох дочок на ім'я Бхараті Пател, Рупа Верма та Пріті Гангулі. Аруп Кумар Гангулі працював лише в одному фільмі, знявшись у ролі героя у фільмі «Безубаан» (1962), який провалився в прокаті. Потім він зробив кар'єру в корпоративному світі. Найстарша дочка, Бхараті Пател — мати акторки Анурадхи Пател. Його друга дочка, Рупа Гангулі — вдовою актора-коміка Девена Верми. Наймолодша донька, Пріті Гангулі, була єдина серед його дочок, хто пішли у кіноіндустрію. У 1970-х і 1980-х роках вона зіграла комедійну акторку в кількох гіндомовних фільмах і померла неодруженою в 2012 році.
Дочка Кумудлала Бхараті мала перший шлюб з містером Пателем, гуджаратським джентльменом. Від цього шлюбу вона мала одну доньку, акторку Анурадха Пател, одружену з актором Канвалджітом Сінґхом. Пізніше, неволею всіх її родичів, Бхараті пошлюбила Хаміда Джаффрі, мусульманина, брата актора Саїда Джаффрі. У цьому другому шлюбі Бхараті також отримала пасербиць, Женев'єву та Шахін, дочок Хаміда від його першої дружини Валері Солвей, жінки шотландського, ірландського, португальського та іспанського походження. Женев'єва пошлюбила бізнесмена із Сіндці на ім'я Джаґдіп Адвані. Їхня дочка — акторка Кіара Адвані. Таким чином, Ашок Кумар не має кровного споріднення з Кіарою Адвані, але він пов'язаний з нею в її сімейному дереві.
Кумар отримав освіту в президентському коледжі Університету Калькутти, де він навчався на юриста. Однак його серце не лежало до навчання на юридичному факультеті, Гангулі більше цікавило кіно, в якому він мріяв працювати техніком.

## Кар'єра

### Початкова кар'єра (1936–42)
Батько Кумудлала хотів, щоб він став юристом, і зарахував його до юридичного коледжу. Однак Кумудлал провалив іспити і, щоб уникнути роздратування вдома, приїхав жити до своєї сестри в Мумбай на кілька місяців, до поки тестування не відбулося знову. Сестра Кумудлала Саті Деві у дуже молодому віці вийшла заміж за Сашадхара Мукерджі, який жив у Чембурі в Мумбаї та працював на досить високій посаді в технічному відділі Bombay Talkies, новаторської індійської кіностудії. Кумудлал хотів і собі заробити трохи грошей, і на його прохання Сашадхар Мукерджі скористався своїм впливом, щоб влаштувати його лаборантом у Bombay Talkies на початку 1930-х років. Зарплата була досить пристойна, і крім цього, Кумудлал успішно виконував свою роботу і вважав її цікавою, чого не можна було сказати про юридичний коледж. Через втручання Сашадхара Мукерджі Кумудлал переконав свого батька, що він не досягне успіху як адвокат і що він зможе заробляти на життя як технік або лаборант.

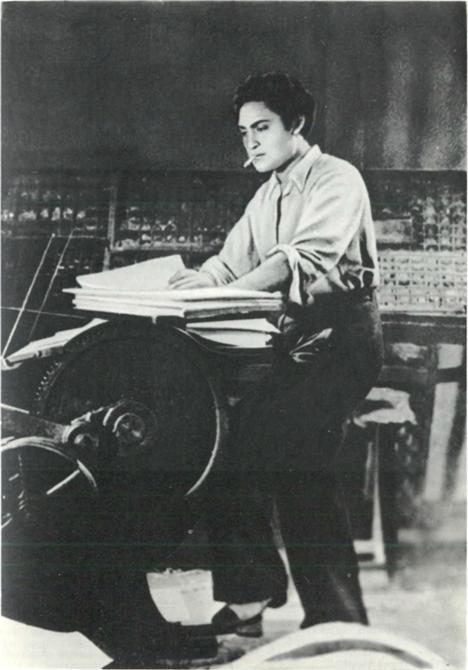
Кумар у фільмі Naya Sansar (1941)

Кумудлал працював лаборантом близько п'яти років. Його акторська кар'єра почалася абсолютно випадково. Зйомки фільму Bombay Talkies Jeevan Naiya вже тривали в 1936 році, коли виконавець головної ролі Наджм-уль-Хассан утік зі своєю партнеркою по фільму Девікою Рані, яка виявилася дружиною мільйонера і власника Bombay Talkies Хіманшу Рай. Згодом Рані повернулася до свого чоловіка, який, зі злости, звільнив Хасана та швидко наказав Кумудлалу замінити його. Він зробив це всупереч пораді режисера Франца Остена, який вважав, що молодий чоловік не мав гарної зовнішности, потрібної для актора. Кумудлал отримав екранний псевдонім Ашок Кумар відповідно до загальної тенденції епохи, коли актори приховували свої справжні особи за псевдонімами.

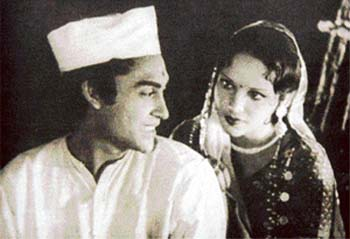
Кумар з Девікою Рані у фільмі «Ачхут Канья» (1936)

Кумудлал Гангулі, почав свою акторську кар'єру неохоче. Його наступна робота з Девікою Рані у фільмі «Ачхут Канья» того ж року стало одним із перших блокбастерів гінді-кінематографа. Як і кілька фільмів тієї епохи, «Ачхут Канья» був реформістський твір, у якому хлопець-брахман закохувався в дівчину з так званих недоторканних в індійському суспільстві. Приголомшливий успіх фільму закріпив Ашока Кумара та Девіку Рані як найпопулярнішу екранну пару тієї епохи.
Потім вони зняли низку фільмів, зокрема «Джанмабхумі» (1936), «Іззат» (1937), «Савітрі» (1937), «Вачан» (1938) і «Нірмала» (1938). Їхньою останньою роботу на екрані став фільм «Анджан» 1941 року, провал якого в прокаті поклав кінець екранній парі. Девіка Рані незмінно була більшою зіркою, а Ашок Кумар працював у її тіні.
Він став виходити з тіні Девіки Рані через поєднання з Лілою Чітніс, иншою актрисою, яка була старша за нього як віком, так і статурою. Послідовні успіхи стрічок «Канґан» (1939), «Бандхан» (1940) і «Азад» (1940) привели до того, що Ашок Кумар здобув популярність. Успіх фільму «Джула» (1941), у якому він знявся разом з Лілою Чітніс, зробив його одним з найпривабливіших акторів епохи.

### Зірковість (1943–50)

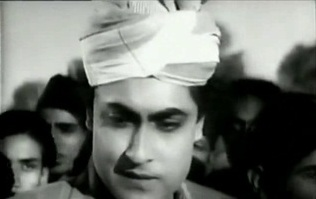
Ашок Кумар у фільмі «Кісмет» 1943 року.

Ґян Мукерджі зняв 1943 року фільм «Кісмет», у якому Ашок Кумар став першим антигероєм в індійському кіно, побив усі тодішні касові рекорди, ставши першим фільмом мовою гінді, який зібрав 1 млн рупіїв у прокаті. Успіх «Кісмета» зробив Ашока Кумара першою суперзіркою індійського кіно. Про його тодішню популярність Манто висловлювася так: «вона зростала з кожним днем. Він рідко виходив на вулицю, але скрізь, де його помічали, на нього нападали. Рух зупинявся, і часто поліції доводилося вживати рейок, щоб розігнати його фанатів».
Після «Кісмета», Ашок Кумар став найпривабливішою зіркою епохи, забезпечивши низку касових успіхів у таких стрічках як «Чал Чал Ре Науджаван» (1944), «Шікарі» (1946), «Саджан» (1947), «Махал» (1949), «Машаал» (1950), «Санґрам» (1950) і «Самадхі» (1950).
Він продюсував кілька фільмів для Bombay Talkies за останні роки компанії, включаючи «Зідді» (1948), який поклав початок кар'єрі Дев Ананда та Прана, «Нілкамал» (1947), який ознаменував дебют Раджа Капура, та знаменитий «Махал» у 1949 році в у якому він знявся разом із Мадхубалою.

### Післязірковість (1950-ті)
З початком 1950-х років Ашок Кумар перейшов до більш зрілих ролей, за винятком класичного фільму «Міст Хоура» 1958 року, в якому він зіграв разом з Мадхубалою. Незважаючи на прихід такої молодшої групи зірок, як Дев Ананд, Діліп Кумар і Радж Капур, Ашок Кумар залишився однією із зірок епохи з такими хітами, як «Афсана» (1951), «Нау Бахар» (1952), «Парініта» (1953), «Бандіш» (1955), «Ек Гі Рааста» (1956), «Ек Саал» (1957) і «Міст Гаура» (1958). Його найуспішнішим фільмом тієї епохи був «Дідар» (1951), у якому він зіграв другу головну роль Діліпа Кумара.
Ашок Кумар часто з'являвся разом із Наліні Джайвант у кількох фільмах 1950-х років. За двадцять років він зняв близько 17 фільмів із Міною Кумарі, починаючи з «Тамаші» у 1952 році й закінчуючи великим твором 1972 року «Пакіза». Він зіграв увічливого злочинця, що курить сигарети, та офіцера поліції в кількох фільмах середини-кінця 1950-х років, що належали до течії індійського кіно-нуару.

### Пізніша кар'єра (1960-ті та 1970-ті роки)
У 1960-х роках Ашок Кумар перейшов на персонажні ролі, по-різному граючи батька, дядька чи бабусю з дідусем, намагаючись ніколи не бути типовим. Він зіграв широкий спектр ролей: від судді в «Кануні» (1960), старого борця за свободу в «Бандіні» (1963), турботливого брата в «Мере Мехбуб» (1963), старого священика в «Чітралехі» (1964), злісного заміндара у «Джаваабі» (1970), злочинця у «Вікторії № 203» (1971) і закоханого дідуся та свекра в «Anuraag» (1972).
Ашок Кумар зіграв важливі ролі в кількох знакових фільмах 1960-х і 1970-х років, серед яких «Викрадач коштовностей» (1967), «Ааширвад» (1968) (за який він отримав нагороду Filmfare, а також Національну премію 1969 року), «Пураб аур Пашім» (1970), «Пакіза» (1972), «Мілі» (1975), «Чхоті Сі Баат» (1975) і «Хубсурат» (1980).
Ашок Кумар і Пран були найкращими друзями і знялися разом у 27 фільмах з 1951 по 1987 рік, з яких 20 були суперхітами. Такі фільми, як Purab Aur Pashchim, Victoria 203, Chor Ke Ghar Chor, Chori Mera Kaam, Adhikar (1971), Maan Gaye Ustad були головними забійниками.
У 1970-х і 1980-х роках він знімався в багатьох фільмах з Шаші Капуром і Раджешем Кханною і виступав у їхніх фільмах головним актором другого плану.

## Останні роки
У 1980-х і 1990-х роках він знявся в меншій кількості фільмів і час від часу з'являвся на телебаченні, найвідоміший з яких — ведучий першої індійської мильної опери «Хам Лог» і головний герой незабутнього «Бахадур Шах Зафар». Ашок Кумар зіграв у трьох епізодах відомого детективного телесеріалу «Техкікаат» разом з Віджеєм Анандом та Саурабхом Шуклою в епізоді під назвою «A Lucky Draw — Murders after a lucky draw» — убивства після щасливого жеребкування.
Остання роль Ашока Кумара в кіно — у фільмі «Аанхон Мейн Тум Хо» 1997 року. Окрім акторства, він був завзятим художник і практик гомеопатії. Кваліфікований гомеопат, Ашок Кумар здобув репутацію лікаря, що вигадує чудодійні ліки. Загалом він знявся у понад 275 фільмах. Він зіграв у понад 30 бенгальських драмах у Дакурії.

## Смерть
Ашок Кумар помер у віці 90 років у Мумбаї 10 грудня 2001 року від серцевої нестачі у своїй оселі в Чембурі. Тодішній прем'єр-міністр Атал Біхарі Ваджпаї назвав його «натхненням… для багатьох поколінь акторів-початківців».

## Спадщина

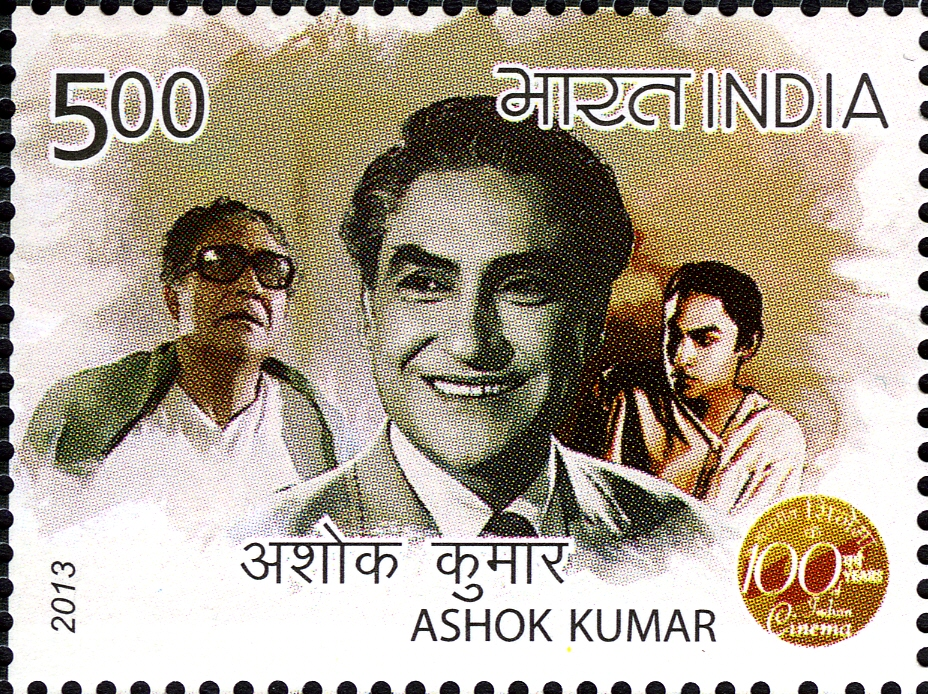
Кумар на марці Індії 2013 року

Ашок Кумар був актором-піонером, який представив природну акторську гру в кіно мовою гінді. Він був першою суперзіркою гіндомовного кіно, а також перший актор головної ролі, який зіграв антигероя. Він також став першою зіркою, яка переосмислила себе, насолоджуючись довгою та надзвичайно успішною кар'єрою персонажа.
Ашоку Кумару також приписують наставництво кількох особистостей, які зробили значний внесок в індійське кіно. Як продюсер Bombay Talkies, Ашок Кумар дав Деву Ананду свій перший прорив у фільмі «Зідді» (1948), який також зробив Прана (тоді актора-борця, який щойно втік до Індії під час розділення), як одного з провідних лиходіїв епохи. Фільм 1949 року «Махал» з Ашоком Кумаром у головній ролі, знятий під його керівництвом на Bombay Talkies, поклав початок кар'єрі Мадхубали, однієї з провідних акторок 1950-х. Пісня «Аєґа Ааневала» з «Махала» стала поворотним пунктом у кар'єрі досі маловідомої молодої співачки на ім'я Lata Mangeshkar.
Поза екраном Ашок Кумар дав Б. Р. Чопра, на той час кінокритику і невдалому режисерові, свій перший режисерський шанс у фільмі «Афсана» 1951 року. Успіх «Афсани» зробив Чопра шанованим режисером. Ашок Кумар також зіграв наставника свого асистента в Bombay Talkies, Хрішікеша Мукерджі, який став одним із видатних режисерів індійського кіно. Наприкінці 1950-х він став щасливим оберегом для перспективного молодого режисера Шакті Саманти, знявши низку хітів: «Інспектор» (1956), «Міст Гаура» (1958) та «Детектив» (1958), які допомогли молодому чоловікові утвердитися як успішному режисерові. У 1960-х і 1970-х роках Шакті Саманта зняв кілька фільмів, які сьогодні вважаються класикою.
Ашок Кумар також проклав шлях для своїх молодших братів Кальяна (Анупа) і Кішора Кумара. У той час як Ануп найбільше запам'ятався своєю роллю в Чалті Ка Наам Ґааді (1958), Кішор став співаком. Можна стверджувати, що сьогодні Кішор є найпопулярнішим із братів.
Він і його брат Ануп Кальян (Ануп) знімалися в 1990 році в детективному серіалі Doordarshan Bheem Bhawani.
Особливий стиль і манери, які Ашок Кумар прийняв наприкінці своєї кар'єри, досі залишаються надзвичайно популярними серед художників-мімікрістів.

## Нагороди та визнання
- 1959 — Академічна премія Сангіт Натак
- 1962 — Премія Filmfare за найкращу чоловічу роль, Ракхі
- 1962 — Падма Шрі урядом Індії
- 1963 — Номінація — Премія Filmfare за найкращу чоловічу роль, <i id="mwAT4">Gumrah</i>
- 1963 — Бенгальська асоціація кіножурналістів — нагорода за найкращу чоловічу роль (гінді), Гумра
- 1966 — Премія Filmfare за найкращу чоловічу роль другого плану, Афсана
- 1967 — Номінація — Премія Filmfare за найкращу чоловічу роль другого плану, Мегербан
- 1969 — Премія Filmfare за найкращу чоловічу роль, Aashirwaad
- 1969 — Національна кінопремія за найкращу чоловічу роль, Аширваад
- 1969 — Премія Бенгальської асоціації кіножурналістів за найкращу чоловічу роль (гінді), Аширваад
- 1969 — Номінація — Filmfare Award за найкращу чоловічу роль другого плану, Aashirwaad
- 1973 — Номінація — Filmfare Award за найкращу чоловічу роль другого плану, Вікторія № 203
- 1977 — Номінація — Премія Filmfare за найкращу чоловічу роль другого плану, Chhoti Si Baat
- 1988 — Премія Дадасахеба Пхалке, найвища нагорода Індії за кінематографічну майстерність
- 1994 — Премія за життєві досягнення в кіно
- 1995 — Премія Filmfare за життєві досягнення
- 1999 — Падма Бхушан урядом Індії[15]
- 2001 — Авадх Самман урядом штату Уттар-Прадеш
- 2007 — Спеціальна нагорода Screen[16]